# Lisnagarvey
Lisnagarvey (Lios na gCearrbhach en irlandés) es un pequeño pueblo en el condado de Antrim, en Irlanda del Norte, cerca de Lisburn. (pueblo que antes de quemarse se llamaba Lisnagarvey, pero que fue renombrado después del incendio).
En este pueblo tuvo lugar batalla de Lisnagarvey, donde la derrota de la mayoría de los escoceses Realistas fueron derotados por los Parlamentaristas durante la reconquista de Irlanda por Oliver Cromwell en 1649.